# Діафрагматичний парадокс
Діафрагматичний парадокс — аномальна медична ознака, за якої грудочеревна діафрагма під час дихання рухається у напрямках, протилежних до нормальних. У нормі діафрагма рухається вниз під час вдиху і вгору під час видиху. Але при діафрагматичному парадоксі при вдиху діафрагма підіймається, а при видиху — опускається.

## Патофізіологія
Дихання зазвичай відбувається за участю як грудної клітки, так і живота. Фізіологічно використовується лише головний дихальний м'яз — діафрагма: при її скороченні сплющуються її два зазвичай опуклі куполи, спрямовані вгору. Це створює заглиблення в грудній порожнині, викликаючи вдих за рахунок органів черевної порожнини, на які діафрагма тисне, напружуючись. Таким чином, тиск у черевній порожнині збільшується, і живіт виступає вперед пропорційно зі збільшенням об'єму грудної клітки.
У випадках же дихальної недостатності, діафрагма перебуває на межі розтягнення і готова відмовити. Щоб уникнути зупинки дихання, організм мобілізує допоміжні дихальні м'язи — міжреберні, кивальні, драбинчасті, щоб допомогти діафрагмі створити негативний тиск у грудній клітині. Оскільки жодні з цих м'язів не тиснуть на живіт, а діафрагма неактивна, тиск у черевній порожнині зменшується. Грудна клітка під час вдиху розширюється, і черевна стінка втягується.

## Причини та пов'язані стани
Причиною діафрагматичного парадоксу є виснаження діафрагми. Це може статися через травму (особливо флотуючі переломи ребер), піопневмоторакс (скупчення гною та надлишку повітря всередині плевральної порожнини або гідропневмоторакс (скупчення водянистої рідини та надлишку повітря всередині плевральної порожнини).
Також причиною може бути пошкодження діафрагмального нерва через операцію на серці, опромінення, травму тощо. Вірусні інфекції, такі як оперізуючий герпес і поліомієліт, також можуть бути причиною. У немовлят цей стан спостерігається при спінальній м'язовій атрофії. Шкала Сільвермана, яка використовується для оцінки респіраторного статусу новонароджених, обов'язково враховує цей параметр.